# Nüstenbach
Nüstenbach is een plaats in de Duitse gemeente Mosbach, deelstaat Baden-Württemberg, en telt 150 inwoners (2005).

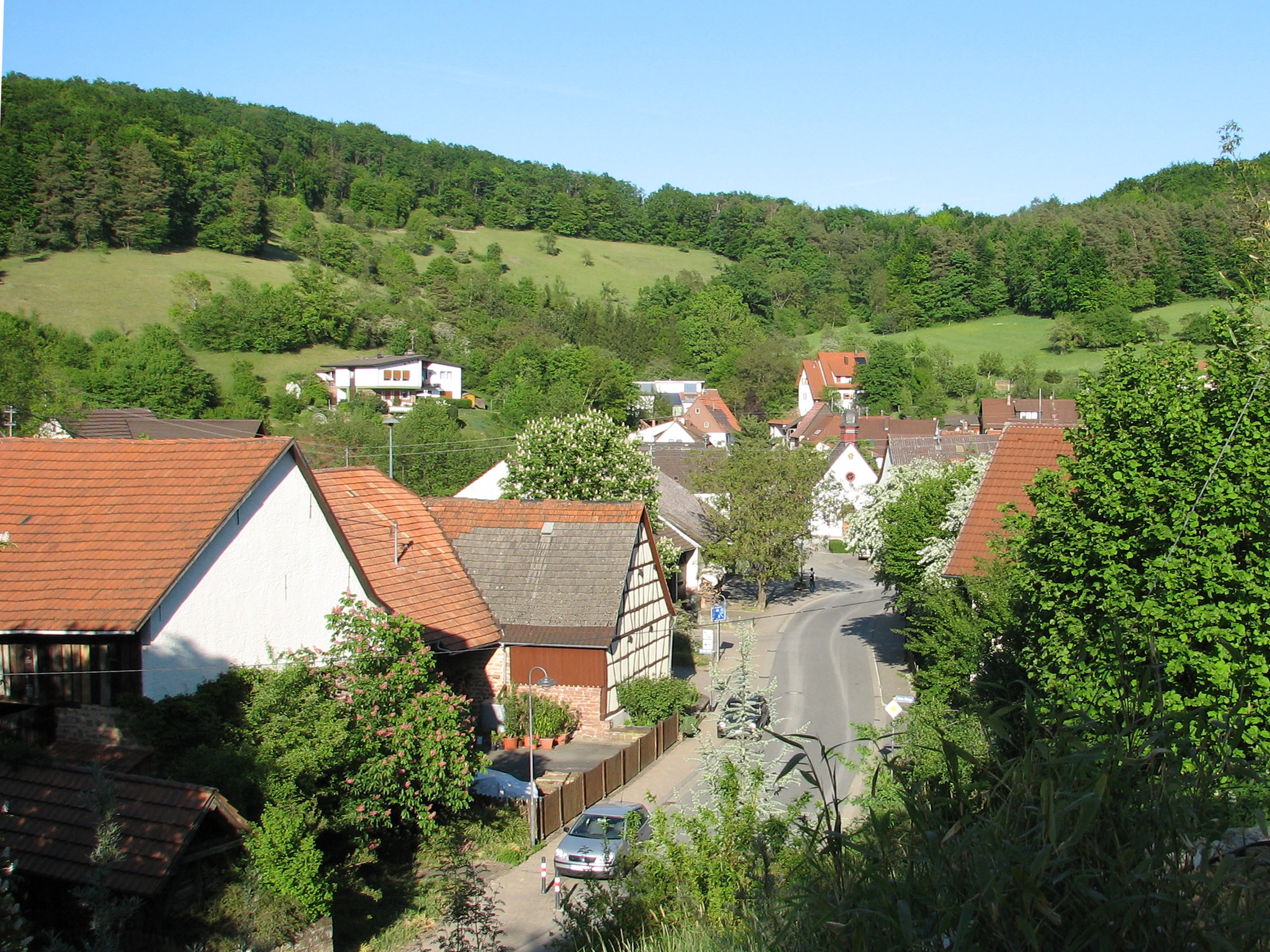
Nüstenbach